# Signo de repetición

Signo de repetición

En música, un signo de repetición es un signo que indica que  una sección debe repetirse. Si la pieza tiene un único signo de repetición, entonces significa que debe repetirse desde el principio, y luego continuar (o finalizar, si la señal aparece al final de la pieza). La misma señal pero hacia el sentido contrario indica el lugar donde la repetición debe empezar. Estos son similares a las indicaciones de da capo y dal segno.

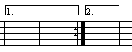
Signo de repetición con casilla primera y casilla segunda.

Cuando una repetición indica un final diferente, se escriben entre barras las casillas que indican qué se debe tocar la primera vez (1), en la segunda (2), etc. Se denominan casilla primera y segunda o casillas de primera y segunda repetición.